# Didier Padey
Didier Padey ([didje padɛ]), né le 9 novembre 1965 à Chambéry, est un homme politique français. Il est maire sans étiquette sympathisant centriste de Jongieux depuis le 23 mai 2020.
Maire de Jongieux depuis 2020, il est suppléant de Marina Ferrari dans la première circonscription de la Savoie lors des élections législatives de 2022 et devient député en remplacement cette dernière nommé dans le gouvernement Attal.

## Détail des mandats et fonctions

### Au niveau local
- Depuis le 15 mars 2020 : conseiller municipal de Jongieux.
- Depuis le 23 mai 2020 : Maire de Jongieux.